# 不機嫌になる私
「不機嫌になる私」（ふきげんになるわたし）は、岩田さゆりの3枚目のシングル。

## 概要
初めて楽曲にタイアップが付いて発売された。
1st（三枝夕夏、大野愛果、徳永暁人）、2ndシングル（GARNET CROW）と同様に、ビーイング所属アーティストの小松未歩の提供を受けている。小松の詞曲両提供はDEENの「手ごたえのない愛」以来7年振りで、後にアルバム『小松未歩 8 〜a piece of cake〜』でセルフカバーされているが、こちらはテンポが早い。
カップリングの「15」は、岩田が初めて作詞を手がけた楽曲である。
岩田曰く、作中のヒロインのイメージを重ねて歌った。曲の難易度が高く、歌いづらかったとのことである。

## 批評
CDjornalによると懐かしさを感じさせる王道のアイドル曲であり、タイアップ作品の主人公とガールフレンドを想起させる曲であると評されている。

## 収録曲
1. 不機嫌になる私
作詞・作曲：小松未歩 / 編曲：MissTy
  - テレビ東京系列テレビアニメ『メルヘヴン』エンディングテーマ
2. 15
作詞：岩田さゆり / 作曲：小澤正澄 / 編曲：鎌田真吾
3. なみだもようの帰り道
作詞：凛々 / 作曲：後藤康二 / 作曲：munetoshi
4. 不機嫌になる私 -Instrumental-

## 収録アルバム
- Thank You For…（#1）
- メルヘヴン THEME SONG BEST（#1）
- 岩田さゆり Best+（#1）